# Коболли, Флавио
Флавио Коболли (итал. Flavio Cobolli; род. 6 мая 2002, Флоренция) — итальянский теннисист; победитель двух турниров ATP в одиночном разряде; победитель одного юниорского турнира Большого шлема в парном разряде (Открытый чемпионат Франции-2020).

## Спортивная карьера
В июле 2017 года, в Дьёре (Венгрия) стал чемпионом в парном разряде вместе с Лоренцо Роттоли на Летнем Европейском юношеском Олимпийском фестивале, в финале победив россиян Егора Агафонова и Алибека Качмазова.
Флавио впервые в карьере вышел в финал «челленджера» на турнире Garden Open II в 2021 году в Риме, где проиграл Хуану Мануэлю Серундоло из Аргентины.
Коболли одержал победу в своём первом матче в туре ATP, дебютировав на Открытом чемпионате Эмилии-Романьи 2021 года в Парме. Победил 92-ю ракетку мира Маркоса Гирон из США. В августе 2021 года он вышел в свой второй финал «челленджера» в Барлетте, в Италии, где проиграл соотечественнику Джулио Цеппьери.
В марте 2022 года итальянец выиграл свой первый титул на турнире серии «челленджер» на Открытом чемпионате Задара в Хорватии.
Коболли в 2022 году дебютировал в основной сетке турнира серии Мастерс на турнире в Риме в 2022 году, получив уайлд-кард в основной сетке одиночного и парного разряда.
В 2023 году Коболли прошел квалификацию на турнир в Мюнхене и победил Джордана Томпсона в первом раунде, Оскара Отте во втором. Для итальянца это был первый четвертьфинал на турнире ATP-тура. Коболли прошел в основную сетку турнира Римского Мастерса, получив уайлд-кард в одиночном разряде.
В 2023 году дебютировал на Открытом чемпионате Франции по теннису, победив Лорана Локоли в финале квалификации. В первом раунде турнира Большого шлема Коболли уступил первой ракетке турнира и мира Карлосу Алькарасу.
В 2023 году он выиграл свой второй титул на «Челленджере» в Лиссабоне.
На Открытом чемпионате Австралии 2024 года Флавио прошёл квалификацию и выиграл матч первого раунда у 18-го сеянного Николаса Ярри. Во втором раунде победил Павла Котова. Лишь в третьем раунде уступил в трёх сетах Алексу Де Минору.
В феврале 2024 года он вышел в свой второй четвертьфинал на турнирах ATP, одержав победы над двумя французами Гаэлем Монфисом и Констаном Лестьенном в Марселе.
На Открытом чемпионате Мадрида 2024 года впервые вышел в третий круг турнира серии «Мастерс», победив двух чилийцев — Алехандро Табило и 22-го сеяного Николаса Ярри. На своем домашнем турнире, Открытом чемпионате Италии 2024 года, он вышел во второй раунд, одержав победу над Максимилианом Мартерером. На Открытом чемпионате Женевы 2024 года Коболли вышел в свой первый полуфинал ATP, одержав победы над Асланом Карацевым, четвертым сеяным Беном Шелтоном и победил Александра Шевченко.
На Открытом чемпионате Франции 2024 года Коболли сумел в первом раунде обыграть Хамада Меджедовича, но во втором уступил в пятисетовом поединке Хольгеру Руне.

## Рейтинг на конец года
| Год  | Одиночный рейтинг | Парный рейтинг |
| 2024 | 32                | 251            |
| 2023 | 101               | 442            |
| 2022 | 171               | 783            |
| 2021 | 205               | 408            |
| 2020 | 874               | 554            |
| 2019 | 907               | 1543           |

## Выступления на турнирах

### Финалы турнировATPв одиночном разряде (3)

#### Победы (2)
| Легенда                     |
| --------------------------- |
| Турниры Большого шлема (0)* |
| Итоговый турнир ATP (0)     |
| Мастерс (0)                 |
| АТР 500 (1)                 |
| АТР 250 (1)                 |

| Титулы по покрытиям | Титулы по месту проведения матчей турнира |
| ------------------- | ----------------------------------------- |
| Хард (0)            | Зал (0)                                   |
| Грунт (2)           | Зал (0)                                   |
| Трава (0)           | Открытый воздух (2)                       |
| Ковёр (0)           | Открытый воздух (2)                       |

* количество побед в одиночном разряде.
| №  | Дата          | Турнир            | Покрытие | Соперник в финале | Счёт    |
| 1. | 6 апреля 2025 | Бухарест, Румыния | Грунт    | Себастьян Баэс    | 6-4 6-4 |
| 2. | 24 мая 2025   | Гамбург, Германия | Грунт    | Андрей Рублёв     | 6-2 6-4 |

#### Поражение (1)
| №  | Дата           | Турнир         | Покрытие | Соперник в финале | Счёт        |
| 1. | 4 августа 2024 | Вашингтон, США | Хард     | Себастьян Корда   | 6-4 2-6 0-6 |